# Зарайский 140-й пехотный полк
140-й пехотный Зарайский полк — пехотная воинская часть Русской императорской армии.

## Формирование полка
Полк сформирован 13 октября 1863 г., в 3-батальонном составе, из 4-го резервного батальона и бессрочно-отпускных 5 и 6-го батальонов Колыванского пехотного полка (сформированного 20 августа 1798 г.); 25 марта 1864 г. этот полк был наименован 140-м пехотным Зарайским полком; 7 апреля 1879 г. переформирован в 4-батальонный полк. Зарайскому полку присвоено старшинство с 20 августа 1798 г.; полковой праздник — 30 августа.

## Места дислокации
- 1864—1892 — Кострома[1].
- 1893—1914 (с перерывом на русско-японскую компанию) — Скопин.

## Кампании полка
Боевое крещение Зарайский полк получил в русско-турецкой войне 1877—1878 гг., во время которой он особенно отличился в бою при д. Карахасанкиой 18 августа 1877 г., где на Зарайцев легла вся тяжесть боя. Совместно с дивизионом Лубенского гусарского полка остановил наступление турок, но последние, поддержанные прибывшими подкреплениями, вновь перешли в наступление и принудили Зарайцев отойти к Карахасанкиою. Деревня эта, зажжённая артиллерийским огнём противника, 6 раз переходила из рук в руки и в конечном итоге осталась за Зарайцами. К 6 часам вечера, когда утомление полка, дравшегося весь день под палящим солнцем и не евшего с утра, достигло пределов, было приказано отступить, причем 2 батальонам пришлось прокладывать себе путь штыками. Турецкое название освобожденной деревни, Карахасанкиой, было изменено на Зараево в память о 140-м Зарайском пехотном полку и так осталось в официальной болгарской топонимии и поныне.
12 октября Зарайский полк принял участие в рекогносцировке дд. Кацелево и Соленик, а 3 ноября в деле у этих деревень. 30 ноября полк отличился в бою у Трестеника и Мечки и 23 декабря — в перестрелке у дд. Садино и Амур-Киой. В этой русско-турецкой войне полк потерял только убитыми 109 человек.
В июле 1903 г. Зарайский полк был командирован в Забайкальскую область и до начала русско-японской войны квартировал в с. Спасском. Наиболее славными для полка являются в эту войну следующие боевые действия. 13 августа 1904 г. Зарайский полк по личной инициативе командира полка полковника Е. И. Мартынова атаковал японцев (1-я гвардейская бригада генерала Асада), обходивших нашу позицию у Ляньдяньсаня, и оттеснил их версты на три.
Полк принял выдающееся участие сражении на реке Шахе: 28 сентября 1904 г. 1 и 2-й батальоны были в ночной атаке д. Ендоуниулу, которая была занята без выстрела рукопашным боем, причём первой ворвалась в деревню 4-я рота, под командованием подпоручика Ратнека, увлекшего за собой остальные части. На следующий день отдельные части полка участвовали в отбитии ряда атак японцев на д. Ендоуниулу.
Вслед за тем Зарайский полк принимал участие в Мукденской операции: 21 февраля 1905 г. Зарайский полк под сильным огнём повел наступление на д. Безымянную, занял её, но из-за сильнейшего огня противника больше продвинуться не мог. В то же время 2 роты полка упорно отстаивали железнодорожный редут близ д. Ингуа, выдержали ряд атак и очистили редут к полудню 22 февраля, после того, как дальнейшее сопротивление оказалось невозможным: японцам удалось скрытно приблизиться к позиции и залечь, редут был осыпан артиллерийскими снарядами и забросан ручными гранатами. Геройские защитники редута, потрясенные бомбардировкой, ослабленные рядом отбитых упорных атак, оглушённые взрывами и отравленные мелинитовыми газами, не выдержали и очистили редут. На следующий день Зарайцы произвели контратаку против японской колонны, засевшей у д. Безымянной; атака эта блестяще удалась. 25 февраля японцы возобновили атаку на д. Безымянную, но были отбиты.
За время войны с Японией полк потерял почти половину состава — 478 человек убитыми и умершими от ран, 1 405 ранеными. За отличия полк был награждён Георгиевскими серебряными трубами, 1 192 солдата удостоены Георгиевского креста, почти все офицеры полка получили ордена. По числу наград на этой войне полк стал одним из первых в русской армии.
В первой мировой войне полк воевал на Юго-Западном фронте в составе 35-й пехотной дивизии 17-го армейского корпуса 8-й армии. Отличился в боях 1914 года в Галиции и на Висле. Участник Тарношинского боя 15 августа 1914 г. В декабре 1914 года передан в 9-ю армию на Северо-Западный фронт. В июле 1917 года полк принимал участие в бою в Польше под Зборовом с австро-венгерскими войсками. В начале апреля 1918 года полк был расформирован.

## Знаки отличия
1. Георгиевское знамя с надписью: «1798—1898», «За усмирение Трансильвании в 1849 г., за Севастополь в 1854 и 1855 гг. и за отличие в турецкую войну 1877 и 1878 гг.» с Александровской юбилейной лентой. Первые два отличия унаследованы от Колыванского полка.
2. Знаки нагрудные — для офицеров, и на головные уборы — для нижних чинов, с надписью «За отличие», унаследованные от Колыванского полка за войну с Турцией в 1828—1829 гг.
3. Георгиевский серебряный рожок с надписью «За отличие в турецкую войну 1877—1878 гг.», пожалованный 1-му батальону Зарайского полка Высочайшей грамотой от 21 июля 1878 г.
4. Георгиевские серебряные трубы, с надписью «За отличие в войну 1904—1905 гг.», пожалованные 18 апреля 1910 г.

## Георгиевские кавалеры
Гиль Михаил. Фельдфебель, затем — зауряд-прапорщик. Участник русско-японской войны 1904—1905 годов. Награждён Знаками Отличия Военного ордена Святого Георгия (с 1913 года — Георгиевский крест):
- I степени № 815 с формулировкой: «25 декабря 1904 г. на передовых позициях у деревни Ламатунь, будучи ранен в правую руку, после перевязки в полном вооружении и амуниции вернулся в строй пробыл до конца боя».
- II степени № 2189 с формулировкой: «В бою 2 октября 1904 г. за выбытием из строя офицеров, принял командование ротой и командовал ею с успехом до конца боя, упорно отстаивая занимаемую позицию».
- III степени № 12374 с формулировкой: «При атаке 28 сентября 1904 г. деревни Ендониулу своим мужеством ободрял вверенную ему вторую полуроту; под сильным неприятельским ружейным огнём первым бросился вперед и примером личной храбрости и неустрашимости способствовал дружной атаке и выбитию неприятеля из окопа у занятой им деревни, где до утра производил смелый обыск китайских фанз в поисках скрывавшихся там японцев».
- IV степени № 170502 с формулировкой: «За бой 13 августа 1904 г. под деревней Павшагоу, где, будучи ранен в левую ногу навылет, после перевязки вернулся в строй оставался в строю до конца боя».

Источник: Знак отличия военного ордена Св. Георгия. Списки пожалованным за русско-японскую войну 1904—1905 годов. Сост. И. Маркин, Д. Бутрым. М., 2006.

## Командиры полка
- 11.11.1863 — 05.03.1867 — полковник Брезгун Василий Петрович[1]
- 14.03.1867 — 30.08.1874 — полковник Драгопулов, Иван Аргирьевич
- 12.09.1874 — 25.11.1877 — полковник Назаров, Николай Николаевич
- 29.12.1877 — 08.03.1878 — полковник Принц, Андрей Густавович
- 30.03.1878 — 23.02.1888 — полковник Брант, Федор Федорович
- 28.02.1888 — 26.02.1894 — полковник Поль, Александр Карлович
- 03.03.1894 — 31.10.1899 — полковник Гласко, Александр Степанович
- 31.10.1899 — 22.02.1904 — полковник Фурс-Жиркевич, Валериан Казимирович
- 25.02.1904 — 04.01.1905 — полковник Мартынов, Евгений Иванович
- 09.03.1905 — 04.06.1907 — полковник Плавский, Агатон Викентьевич
- 04.06.1907 — 21.01.1908 — полковник Терентьев, Сергей Иванович
- 17.03.1908 — 17.06.1910 — полковник Парский, Дмитрий Павлович
- 02.08.1910 — 06.01.1915 — полковник Дорман, Михаил Антонович
- 28.01.1915 — хх.хх.1917 — полковник Сальков, Евгений Андреевич
- 13.04.1917 — после хх.10.1917 — полковник Тверитинов, Александр Николаевич

## Известные люди, служившие в полку
- Довбор-Мусницкий, Иосиф Романович — генерал-лейтенант русской императорской и генерал брони польской армий
- Винокуров, Алексей Алексеевич — полковник, георгиевский кавалер.